# Sennar (staat)
Sennar (Arabisch: Sinnār; Engels: Sennar) is een van de 16 staten van Soedan en is in het zuidoosten van de land gelegen. De staat is bijna 38.000 vierkante kilometer groot en had in 2000 en geschat aantal inwoners van 1,1 miljoen. De hoofdstad van de staat is Sennar. De economie van de staat Sinnar is gebaseerd op de landbouw. Er worden onder meer bananen en Mango's geteeld op de oevers van de Blauwe Nijl.

## Grenzen
De staat grenst aan één buurland van Soedan:
- Twee regio's van Ethiopië in het oosten (van noord naar zuid):
  - Amhara.
  - Benishangul-Gumuz.

Sennar grenst voor het overige aan vier andere staten:
- Al-Qadarif in het noorden.
- Witte Nijl in het zuiden.
- Blauwe Nijl in het westen.
- Al-Jazirah in het noordwesten.

Al-Jazirah · Al-Qadarif · Ash-Shamaliyah · Blauwe Nijl · Centraal-Darfoer  · Kassala · Khartoem · Noord-Darfoer · Noord-Kordofan · Oost-Darfoer · Nijl · Rode Zee · Sennar · West-Darfoer · West-Kordofan · Witte Nijl · Zuid-Darfoer · Zuid-Kordofan